# Forbidden Dimension
Forbidden Dimension ist eine kanadische Horrorpunk-Band aus Calgary, die 1988 von Tom Bagley, alias Jackson Phibes gegründet wurde. Zunächst als Soloprojekt gegründet, entwickelte sich die Band im Laufe der Jahre zu einer der populärsten Gruppen des Genres, und genießt unter Genreliebhabern Kultstatus.

## Geschichte
Forbidden Dimension wurde 1988 vom Illustrator Tom Bagley, der zuvor bereits in der Band Color Me Psycho aktiv war, als Soloprojekt ins Leben gerufen. Mit Hilfe eines Drumcomputers spielte er drei Demoalben ein. Musikalisch sieht Bagley, fortan unter dem Künstlernamen Jackson Phibes aktiv, seine Einflüsse vor allem im Garage Rock der 1960er, sowie im Heavy Metal und frühen Punk der 1970er. Thematisch folgt Forbidden Dimension alten Horror-B-Filmen und Pulp-Magazinen, unterstrichen auch von den Illustrationen, die Phibes für die Band allesamt selbst anfertigt. Bei Texten und Auftreten nennt Phibes auch die Misfits, auf die er 1982 stieß, sowie die englische Band Screaming Dead, als prägenden Einfluss. Beide sieht er, auch aufgrund der ausschließlichen Horrorthematik, als Urväter des Horrorpunk.
Vom Soloprojekt entwickelte sich Forbidden Dimension zur richtigen Band und die folgenden drei Studioalben wurden von Cargo Records veröffentlicht. Die Insolvenz der kanadischen Niederlassung von Cargo Records war für die Gruppe jedoch ein Rückschlag. Von 1998 bis 2005 war Jackson Phibes fortan in der Band The English Teeth (nicht zu verwechseln mit der gleichnamigen US-amerikanischen Band) aktiv und richtete darauf sein Hauptaugenmerk. Forbidden Dimension wurde zwar nicht aufgelöst, doch wurde es ruhig um das Projekt. 2000 erschien die Kompilation A Coffinful of Crows, welche Aufnahmen der ersten drei Demo-Alben bietet, die nur auf Musikkassette erschienen. Nach Beendigung des Projektes, bildete das Personal von den English Teeth den Grundstock für die Wiederbelebung von Forbidden Dimension.
2006 begannen die Arbeiten daran und 2007, zehn Jahre nach dem letzten Studioalbum, wurde A Cool Sound Outta Hell vom kanadischen Label Saved by Vinyl veröffentlicht. Vier Jahre später erschien das Album The Golden Age of Lasers. Beide Veröffentlichungen wurden begleitet von wohlwollenden Kritiken in der Presse.
Zum 25. Bandjubiläum erschien 2013 Creepsville '13 – A Tribute to Forbidden Dimension, ein Tributalbum unter Beteiligung von 19 Musikgruppen.

## Diskografie

### Alben
- 1990: Mars is Heaven (Demo-MC)
- 1992: Corpus Earthling (Demo-MC)
- 1992: Our Martian Heritage (Demo-MC)
- 1993: Sin Gallery (CD)
- 1995: Somebody Down There Likes Me (CD)
- 1997: Widow's Walk (CD)
- 2000: A Coffinful of Crows (CD-Kompilation)
- 2007: A Cool Sound Outta Hell (12"-Vinyl)
- 2011: The Golden Age of Lasers (CD + 12"-Vinyl)
- 2016: Every Twisted Tree Watches as You Pass (Doppel-CD-Kompilation)
- 2017: It's A Morbid, Morbid, Morbid World!
- 2018: Muchas Moscas (Doppel-CD)

### Singles und EPs
- 1988: Into the Forbidden Dimension (7"-Vinyl)
- 1989: Creepsville '99 (7"-Vinyl)
- 1993: Dial "M" for Monster (7"-Vinyl)
- 1994: All About Evil (7"-Vinyl)
- 1995: Hallowe'en Everywhere (7"-Vinyl)
- 1996: No Sleep 'til Altamont (7"-Vinyl)
- 1998: I Kiss Yer Shadow (7"-Vinyl)
- 1998: Old Devil Moon (7"-Vinyl, unter Jackson Phibes)
- 2011: Tor Johnson Mask (Flexidisc)